# Monogatari (light novel)
Monogatari (物語?), spesso indicata come Monogatari series (<物語>シリーズ?, Monogatari shirīzu), è una serie di light novel scritta da Nisio Isin, disegnata dall'illustratore taiwanese Vofan e pubblicata da Kōdansha. La serie è iniziata nel 2005 e al 2023 conta 29 volumi. I racconti sono accomunati dal suffisso -monogatari (物語? , che significa "storia") e sviluppano le vicende di Koyomi Araragi, uno studente del terzo anno delle scuole superiori, che è sopravvissuto all'attacco di un vampiro e che si ritrova suo malgrado coinvolto in una serie di apparizioni di dèi, fantasmi e spiriti.
Il successo delle light novel ha portato a una serie di adattamenti anime televisivi e original net anime a cura dello studio di animazione Shaft: da luglio 2009 a dicembre 2012 è stata trasmessa in Giappone una prima stagione di 30 episodi, a cui ha fatto seguito una seconda stagione di 28 puntate da luglio a dicembre 2013, e una terza di 42 episodi da dicembre 2014 a giugno 2019. Completa il progetto una trilogia di film anime, Kizumonogatari, uscita nel 2016 e 2017. Un adattamento manga dei primi archi narrativi, disegnato da Oh! great e intitolato Bakemonogatari - Monster Tale è stato serializzato sulla rivista Weekly Shōnen Magazine di Kodansha dal 14 marzo 2018 al 15 marzo 2023.

## Trama
Koyomi Araragi è uno studente liceale del terzo anno che è quasi ritornato completamente umano, dopo essere diventato per breve tempo un vampiro. Un giorno, la sua compagna di classe Hitagi Senjōgahara, nota per non parlare mai con nessuno, cade dalle scale finendo tra le braccia di Koyomi. Lui scopre così che il peso della compagna è quasi nullo. Dopo essere stato minacciato da lei, che non voleva che il suo segreto venisse scoperto, Koyomi le offre il suo aiuto, e la presenta a Meme Oshino, un uomo di mezza età che vive in una vecchia scuola abbandonata e che aveva aiutato in precedenza Koyomi a ritornare umano. Una volta risolto il problema di Hitagi, la ragazza acconsente a diventare amica di Koyomi e in seguito sua fidanzata.
Koyomi si ritrova poi coinvolto in una serie di "apparizioni" che lo portano ad interessarsi ai casi di Mayoi Hachikuji, una bambina-fantasma; Suruga Kanbaru, una compagna di scuola più piccola, amica tra l'altro di Hitagi; Nadeko Sengoku, un'amica coetanea delle sue sorelle; e Tsubasa Hanekawa, una sua compagna di classe. Per guarire le ragazze, Koyomi si affida a Meme e in seguito a Shinobu, lo stesso vampiro che l'aveva attaccato in precedenza e che nel frattempo ha mutato aspetto, diventando una bambina di otto anni.

## Personaggi
Koyomi Araragi (阿良々木 暦?, Araragi Koyomi)
Doppiato da: Hiroshi Kamiya
Koyomi, il personaggio principale della storia, è uno studente liceale del terzo anno che ha un basso rendimento scolatico in tutte le materie eccetto matematica. Durante le vacanze primaverili, prima delle vicende delle novel, è stato attaccato da un vampiro. Anche se Meme Oshino lo ha aiutato a ritornare umano, Koyomi ha mantenuto alcune caratteristiche da vampiro, tra le altre può vedere al buio, guarisce senza interventi medici, molto più velocemente di un essere umano e è ancora spaventato dalla luce solare al mattino. Al termine del racconto Mayoi Snail inizia ad avere una relazione con Hitagi, che lo aiuterà in diverse occasioni.
Hitagi Senjōgahara (戦場ヶ原 ひたぎ?, Senjōgahara Hitagi)
Doppiata da: Chiwa Saitō
Hitagi è una ragazza apparentemente debole con una "malattia incurabile". È nella stessa classe di Koyomi, ma lui non l'ha quasi mai sentita parlare. Quando era al primo anno del liceo, lei incontrò un misterioso granchio, che le tolse il peso corporeo. Da allora, ha evitato qualsiasi contatto con chiunque, minacciando chiunque scoprisse il suo segreto. Si autodichiara tsundere e parla sempre in modo aggressivo. Alla fine di Mayoi Snail, ammette di amare Koyomi, e in seguito comincia una relazione con lui. Il suo amore per il Koyomi è così grande da non nascondergli nulla e giura che se qualcuno dovesse ucciderlo, lei a sua volta ucciderebbe il suo assassino; con questa dichiarazione è in grado di salvare due volte la vita al ragazzo (prima con Kanbaru e poi con Tsubasa).
Mayoi Hachikuji (八九寺 真宵?, Hachikuji Mayoi)
Doppiata da: Emiri Katō
Mayoi è una ragazza del quinto anno delle elementari. Il suo cognome prima che i suoi genitori divorziassero era Tsunade (綱手?). Si porta sempre in giro un grande zaino, indossa sempre una fascia per capelli e porta le treccine. Commette una sacco di errori di spelling e ha l'abitudine di pronunciare male il cognome di Koyomi. Koyomi la incontra al parco durante la Festa della Mamma e si offre di aiutarla a trovare la strada per la casa di sua madre che non riusciranno in nessun modo a raggiungere, apparentemente per colpa di una "lumaca". In seguito si scopre che è proprio lei ad essere la lumaca e che Koyomi tendeva a seguirla in quanto non desiderava tornare a casa. Con l'aiuto di Meme e Hitagi riesce a farle trovare la strada di casa, e ritrovata la pace si dissolve in un lampo di luce. Alla fine dell'episodio, con lo stupore di Koyomi, riappare sotto forma di "spirito errante". Alla fine di Shinobu Time, confesserà i suoi sentimenti a Koyomi, baciandolo prima che ella scompaia per e torni nell'aldilà. In Owarimonogatari 2nd Season Koyomi, mentre stava per risorgere, la trascina con sé e Izuko la aiuta a restare nel mondo dei vivi facendola diventare la divinità del santuario del serpente.
Suruga Kanbaru (神原 駿河?, Kanbaru Suruga)
Doppiata da: Miyuki Sawashiro
Suruga è una compagna di scuola più giovane di Koyomi, asso della squadra di basket della scuola e una delle amiche di Hitagi ai tempi delle medie. Subito dopo essere entrata al liceo, scopre il segreto di Hitagi che la minaccia, proprio come con Koyomi. Per sua stessa ammissione, è lesbica, lolicon e masochista, nonché appassionata di storie yaoi. Alle elementari, ereditò quella che credeva essere una "zampa di scimmia" ma in realtà era la zampa di un demone. Comincia a molestare Koyomi quando scopre che sta insieme a Hitagi. Ne diventa amica dopo che lui l'aiuta a liberasi della zampa del demone, e nonostante i suoi gusti e orientamento sessuale, afferma più volte di voler avere una relazione esclusivamente fisica con lui, dichiarandosi più volte come la sua schiava sessuale, anche quando si presenta agli altri.
Nadeko Sengoku (千石 撫子?, Sengoku Nadeko)
Doppiata da: Kana Hanazawa
Nadeko è un'amica dei tempi delle elementari di Tsukihi. Tiene sempre gli occhi bassi coperti con la frangia, ha una personalità timida e si diverte facilmente. Koyomi giocava molto con lei quando veniva invitata a casa sua dalle sue sorelle. Su di lei è stata scagliata una maledizione mortale, ma Koyomi decide di offrirle il suo aiuto e di portarla da Meme. Chiama Koyomi "onii-chan" (fratellone) e sembra sia innamorata di lui. Svolge il ruolo di personaggio principale anche negli archi narrativi di Nadeko Medusa, Hitagi End e Nadeko Draw.
Tsubasa Hanekawa (羽川 翼?, Hanekawa Tsubasa)
Doppiata da: Yui Horie
Tsubasa è una compagna di classe di Koyomi nonché rappresentante di classe. Viene posseduta da un nekomata durante la Golden Week a causa dello stress per la sua situazione familiare. Sebbene il suo problema venga risolto una prima volta con l'aiuto di Shinobu, si ripresenta subito dopo il festival scolastico per lo stress dovuto al fatto di vedere la persona che ama, Koyomi, mettersi insieme a Hitagi. Anche in questo caso solo con l'intervento di Shinobu Tsubasa riesce a tornare alla normalità. Tsubasa aiuta Koyomi durante lo scontro con l'esorcista Dramaturgie passandogli una sfera di metallo con cui il ragazzo mette fuori gioco l'avversario. Appare in suo aiuto anche contro Episode ma viene ferita gravemente dalla croce lanciata dall'esorcista e salvata solo grazie al sangue di Koyomi in grado di curarne le ferite. In Tsubasa Tiger confessa i suoi sentimenti a Koyomi, venendo però respinta a causa del fatto che l'amore che Koyomi prova per Hitagi è più grande.
Meme Oshino (忍野 メメ?, Oshino Meme)
Doppiato da: Takahiro Sakurai
Meme è un uomo di mezza età che vive in una costruzione abbandonata. Koyomi lo chiama "il tipo dalla camicia hawaiana". Essendo un esperto nel campo delle apparizioni, risolve sia il problema di Koyomi che delle altre ragazze in cambio di un compenso. Al termine della prima stagione viene rivelato che è stato proprio lui a liberare dal palo dov'era legata la nekomata che si era impossessata di Tsubasa convinto che Koyomi potesse risolvere la situazione da solo. Successivamente abbandona il luogo dove viveva senza avvisare i ragazzi, lasciando Shinobu alle cure di Koyomi. Ricompare in Ougi Dark, dove viene ricondotto in città da Tsubasa per risolvere il problema dell'oscurità.
Shinobu Oshino (忍野 忍?, Oshino Shinobu)
Doppiata da: Maaya Sakamoto
Shinobu è una ragazza che vive con Meme nella costruzione abbandonata. Appare come una bambina di otto anni, ma originariamente era una vampira di nome Kiss-shot Acerola-orion Heart-under-blade (キスショット・アセロラオリオン・ハートアンダーブレード?) che è vissuta per più di 500 anni. Dopo gli eventi di Koyomi Vamp, rimane senza poteri e senza tracce della sua personalità originale, ed è costretta ad abbandonare il proprio nome. Viene chiamata Shinobu da Meme all'inizio di Hitagi Crab: infatti il kanji del nome Shinobu (忍?), che ha un "cuore" (心?) sotto una "spada" (刃?), rappresenta la sua personalità originale e richiama al suo vero nome (Heart-under-blade). È legata a Koyomi in maniera indissolubile: infatti il ragazzo dice che senza di lui Shinobu scomparirebbe e con la morte di Shinobu neppure lui è sicuro di poter sopravvivere. Anche se in diversi punti Koyomi dice di dover fare ammenda prendendosi cura di Shinobu, in Tsubasa Cat viene rivelato che negli antefatti che precedono la storia lo stesso Koyomi si è sacrificato volontariamente per salvarla. Dopo lo scontro con la nekomata di Tsubasa, Shinobu scompare nell'ombra di Koyomi, dove vive durante il resto della serie.
Ōgi Oshino (忍野 扇?, Oshino Ōgi)
Doppiata da: Kaori Mizuhashi
Personaggio misterioso. È una kohai di Koyomi che frequenta il primo anno e sostiene di essere nipote di Meme. I due attributi che risaltano di più in assoluto sono l'uniforme con le maniche piuttosto lunghe, tanto che non le si vedono mai le mani, e le iridi incredibilmente grandi e di un nero intenso. Appare per la prima volta in Mayoi Jiangshi, come una ragazza; successivamente appare anche in Suruga Devil, ma questa volta con vestiti del sesso opposto. Nonostante gli altri personaggi si riferiscano a Ōgi come una ragazza, il personaggio parla di sé usando il pronome 僕 (boku?), usato prevalentemente da ragazzi. In Ōgi Formula ha un ruolo da protagonista. Durante le conversazioni con Koyomi si nota come misteriosamente riesca da arrivare subito alle conclusioni di qualsiasi enigma le venga proposto. Tutti i misteri riguardanti Ōgi vengono svelati alla fine di Ōgi Dark, quando si scopre che in realtà è un'anomalia generata inconsapevolmente dal subconscio di Koyomi, dovuto al suo desiderio di diventare più "giusto" e di volersi liberare di tutti quegli aspetti negativi della sua adolescenza. Alla fine dell'arco narrativo diventa un'umana.
Karen Araragi (阿良々木 火憐?, Araragi Karen)
Doppiata da: Eri Kitamura
Karen è una delle sorelle di Koyomi. È più grande di Tsukihi e fa sempre attività all'aperto. Karen e Tsukihi vengono soprannominate Tsuga no Ki nichū no Fire Sisters (栂の木二中のファイヤーシスターズ? lett. "Le sorelle di fuoco della scuola media Tsuga no Ki"). Nonostante sia già fidanzata con tale Mizudori, con il quale non è mai stata molto bene, sembra avere un complesso del fratello che però non ha mai dimostrato se non in rare volte.
Tsukihi Araragi (阿良々木 月火?, Araragi Tsukihi)
Doppiata da: Yuka Iguchi
Tsukihi è l'altra sorella di Koyomi. È la più piccola della famiglia Araragi. A differenza di sua sorella Karen, fa sempre attività al chiuso. Cambia continuamente la sua pettinatura ed è molto irascibile al punto che Koyomi la definisce isterica.
Sodachi Oikura (老倉 育?, Oikura Sodachi)
Doppiata da: Marina Inoue
Sodachi compare per la prima volta nel flashback di Koyomi in Ōgi Formula: è un'amica d'infanzia di Koyomi, nonché sua compagna di classe e rappresentante nel terzo anno. A scuola preferisce essere chiamata "Eulero", ma tutti i suoi compagni di classe tendono a chiamarla "How Much". Incontra per la prima volta Koyomi durante il suo terzo anno di scuola media, invitandolo a casa sua unicamente per studiare insieme matematica, con l'unica condizione che lui non debba mai chiederle il nome, ma l'ultimo giorno di quell'estate inspiegabilmente Sodachi non c'è. Si rincontrano alle superiori durante il terzo anno; qui durante un'assemblea di classe tutti gli studenti tranne Koyomi le danno la colpa per aver fatto trapelare le domande degli esami finali di matematica. Nonostante siano accuse insensate, gli studenti prendono di mira Sodachi e, essendo la decisione presa per maggioranza, la ragazza viene dichiarata colopevole. Da quel momento Sodachi non ritornerà più a scuola per i due anni successivi. L'arco Sodachi Riddle inizia con il ritorno a scuola della ragazza. È la protagonista dei tre archi narrativi Sodachi Riddle, Sodachi Lost e Sodachi Fiasco.
Deishū Kaiki (貝木 泥舟?, Kaiki Deishū)
Doppiato da: Shin'ichirō Miki
Deishū è un truffatore specializzato in anomalie e amuleti, come Meme, e appare come un uomo oscuro, cupo e serio. Lo vede per la prima volta Koyomi davanti a casa di Suruga in Karen Bee, ma successivamente scopre che sua sorella Karen lo aveva già incontrato mentre investigava su chi potesse aver lanciato alcune maledizioni (tra cui il serpente di Nadeko) sulla sua scuola. Proprio a causa di un maleficio di Deishū sulla sorella del protagonista, Hitagi e Koyomi costringono Deishū a lasciare la città. Riappare anche in Tsukihi Phoenix e in Hitagi End, dove ha un ruolo da co-protagonista per fermare insieme a Hitagi l'anomalia serpente di Nadeko.
Yozuru Kagenui (影縫 余弦?, Kagenui Yozuru)
Doppiata da: Ryōko Shiraishi
Yozuru viene introdotta per la prima volta in Tsukihi Phoenix. È un esorcista e una delle conoscenze di Meme.
Yotsugi Ononoki (斧乃木 余接?, Ononoki Yotsugi)
Doppiata da: Saori Hayami
Yotsugi viene introdotta per la prima volta in Tsukihi Phoenix. Parla in prima persona utilizzando sempre il pronome "boku" (che corrisponde all'"io" maschile) e considera Yozuru come una sorella. Si riferisce al protagonista con "Oni-chan", un gioco di parole fra fratello (お兄ちゃん?, onī-chan) e demone (鬼?, oni).

## Produzione
Poiché la precedente opera di Nisio Isin, Zaregoto, era stata accettata come light novel, decise di scrivere il primo racconto di Monogatari, Hitagi Crab, con un approccio più formale in mente. Però non si trattava di un semplice passaggio di narrazione dalla light novel alla letteratura formale, ma piuttosto un esperimento per vedere se poteva scrivere una light novel priva di illustrazioni. Tuttavia a partire dal terzo racconto della serie, Suruga Monkey, è stato deciso che le illustrazioni sarebbero state incluse nella pubblicazione, e di conseguenza ha cambiato il suo approccio nei confronti dell'opera. Ha affermato che l'atmosfera di Kizumonogatari e Nisemonogatari era diversa per via della sua consapevolezza che quest'ultimi sarebbero stati adattati come anime.

## Media

### Light novel

Logo della serie

La storia, i personaggi e le ambientazioni di Monogatari sono stati concepiti per la prima volta da Nisio Isin sotto forma di serie di racconti brevi per la rivista Mephisto tra l'agosto 2005 e l'aprile 2006. Queste storie — insieme ad altro nuovo materiale — sono state raccolte da Kōdansha sotto l'etichetta Kodansha Box in due volumi denominati Bakemonogatari (化物語?) e commercializzati rispettivamente a novembre e a dicembre 2006. Le edizioni monografiche presentavano inoltre illustrazioni dell'artista taiwanese Vofan, che avrebbe poi illustrato tutti i seguenti volumi della serie. 
Un prequel, intitolato Koyomi Vamp, è stato pubblicato nella prima edizione della rivista Pandora ed è stato riedito nel 2008 come volume indipendente con il titolo di Kizumonogatari (傷物語?). A questo hanno fatto seguito i due volumi di Nisemonogatari (偽物語?), pubblicati a settembre 2008 e a giugno 2009. Il primo volume di Nekomonogatari (猫物語?), pubblicato nel 2010 e sottotitolato Kuro (黒?), contiene un nuovo prequel di Bakemonogatari, intitolato Tsubasa Family. Questi primi sei volumi costituiscono la prima stagione della serie, chiamata First Season.
La seconda stagione di Monogatari, Second Season, pubblicata tra il 2010 e il 2011, approfondisce il rapporto tra Koyomi e ognuna delle eroine. Le light novel che la compongono sono: il secondo volume di Nekomonogatari, sottotitolato Shiro (白?), pubblicato a ottobre 2010, Kabukimonogatari (傾物語?) del dicembre 2010, Hanamonogatari (花物語?) del marzo 2011, Otorimonogatari (囮物語?) del giugno 2011, Onimonogatari (鬼物語?) del settembre 2011 e Koimonogatari (恋物語?) del dicembre 2011.
La terza stagione, sottotitolata Final Season, narra la storia di Ōgi Oshino e porta a conclusione gli eventi iniziati nelle stagioni precedenti fino all'esame di maturità di Koyomi. È composta da sei volumi: Tsukimonogatari (憑物語?), Koyomimonogatari (暦物語?), tre volumi di Owarimonogatari (終物語?) e Zoku-Owarimonogatari (続・終物語?). I primi tre volumi sono stati pubblicati tra il 2012 e il 2013, mentre gli ultimi tre nel 2014.
La quarta stagione è stata chiamata Off Season e conta quattro volumi di storie parallele incentrate su vari personaggi: Orokamonogatari (愚物語?), pubblicata nell'ottobre 2015, Wazamonogatari (業物語?) di gennaio 2016, Nademonogatari (撫物語?) del luglio 2016 e Musubimonogatari (結物語?) di gennaio 2017.
Monster Season è la denominazione della quinta stagione, pubblicata tra il 2017 e il 2021, che esplora la vita universitaria di Koyomi. È composta da sei volumi: Shinobumonogatari (忍物語?), uscito a luglio 2017, Yoimonogatari (宵物語?) di giugno 2018, Amarimonogatari (余物語?) di aprile 2019, Ōgimonogatari (扇物語?) di ottobre 2020, e i due albi di Shinomonogatari (死物語?) ad agosto 2021.
Con il ventinovesimo volume, Ikusamonogatari, pubblicato a maggio 2023, è iniziata la sesta stagione, intitolata Family Season.
Inoltre l'intera serie viene pubblicata in forma di audiolibro da Kōdansha tramite il servizio Audible a partire dal 17 febbraio 2021. Ogni romanzo presenta la narrazione dei doppiatori dell'adattamento anime. I romanzi in versione audio verranno pubblicati a cadenza mensile fino al 16 giugno 2023, data in cui è prevista l'uscita del secondo volume di Shinomonogatari.
La serie di romanzi è suddivisa in "stagioni", che raggruppano più volumi e rappresentano grandi sviluppi narrativi. I singoli albi possono contenere uno o più archi narrativi, solitamente concentrati su un personaggio principale, che può anche fungere da narratore. Gli archi narrativi non seguono l'ordine cronologico e saltano frequentemente tra periodi, avvenimenti e personaggi diversi, rendendo la ricostruzione degli eventi e della cronologia dei libri notoriamente piuttosto difficoltosa.
In Italia la serie è stata annunciata durante il Lucca Comics & Games 2023 e viene pubblicata da Dokusho Edizioni a partire dal 6 maggio 2025.

### Anime

I protagonisti della serie alla cerimonia del diploma in Owarimonogatari 2nd Season. Da sinistra: Shinobu (in alto), Tsukihi, Tsubasa, Hitagi, Koyomi, Karen, Suruga, Seiu Higasa, Mayoi (dietro al cancello), Ōgi e Yotsugi (in alto).

Monogatari è stato adattato in un progetto multimediale che comprende diverse serie anime. Tutti gli adattamenti sono parte del Nisio Isin Anime Project di Kōdansha e sono stati prodotti dallo studio Shaft sotto la regia e supervisione di Akiyuki Shinbō e con il character design, basato sulle illustrazioni originali di Vofan, e la direzione delle animazioni di Akio Watanabe.
La First Season è composta dalle serie Bakemonogatari, Nisemonogatari e Nekomonogatari (kuro). L'anime di Bakemonogatari è stato annunciato nell'aprile del 2008 e ha debuttato il 3 luglio 2009 su Tokyo MX. La serie è composta da 15 episodi di cui solo i primi 12 sono stati trasmessi in televisione a causa di una rigidità di programmazione della televisione giapponese. Le ultime tre puntate sono state distribuite in streaming sul sito ufficiale della serie tra il 3 novembre 2009 e il 25 giugno 2010. Dal 20 novembre 2012 la serie è stata resa disponibile in commercio in formato DVD e Blu-ray, per un totale di sei dischi con commenti audio degli attori e altri extra. L'adattamento anime di 11 puntate della light novel Nisemonogatari è stato trasmesso a cadenza settimanale dalla mezzanotte tra il 7 e l'8 gennaio 2012 al 18 marzo sulle emittenti Tokyo MX, Tochigi TV e Gunma TV. A partire dal 26 febbraio 2013 le puntate sono state pubblicate in commercio in cinque dischi in formato DVD e Blu-ray. Una serie di quattro episodi basata su Nekomonogatari (kuro) è stata trasmessa in televisione in Giappone il 31 dicembre 2012.
Il 7 luglio 2013 è andato in onda il primo episodio della serie Monogatari: Second Season una nuova trasposizione animata che ha presentato gli eventi raccontati nelle light novel a partire da Nekomonogatari (shiro) fino a Koimonogatari. Hanamonogatari, che pure fa parte della Second Season della light novel, è stato escluso da questa serie per motivi di spazio ed è stato annunciato come speciale di cinque episodi per il 31 maggio 2014 e in seguito rinviato al 16 agosto 2014.
La Final Season della serie è iniziata il 4 ottobre 2015 con Owarimonogatari. Questa serie di venti episodi è stata trasmessa in due stagioni: i primi tredici fino al 20 dicembre 2015, e gli ultimi sette, anche detti Owarimonogatari 2nd Season, in due blocchi speciali il 12 e 13 agosto 2017. Tra le due messe in onda è stato distribuito tramite un'applicazione mobile l'original net anime Koyomimonogatari, formato da 12 episodi brevi. La novel Kizumonogatari, che fa parte della First Season, è stata trasposta in animazione come una serie di tre lungometraggi. Dopo essere stati più volte rimandati, i film sono stati collocati nella Final Season dell'anime e sono stati distribuiti al cinema l'8 gennaio 2016, il 19 agosto 2016 e il 6 gennaio 2017. Conclude la serie Zoku Owarimonogatari, che ha debuttato al cinema in distribuzione limitata ed è stato poi trasmesso in TV come sei episodi tra il 18 maggio e il 22 giugno 2019.
Nel 2024 è stato annunciato un adattamento sia di Off Season che di Monster Season, e vede il ritorno del regista principale Shinbo, del character designer Watanabe e dello studio Shaft. La regia è affidata a Midori Yoshizawa. È stato trasmesso dal 6 luglio al 19 ottobre 2024 sul servizio di streaming Abema.
Monogatari non è stato doppiato in italiano, ma Bakemonogatari e la prima stagione di Owarimonogatari sono stati resi disponibili con sottotitoli in italiano sul portale VVVVID. Off & Monster Season invece è stato pubblicato su Crunchyroll.
L'adattamento anime non segue l'ordine dei romanzi. Kizumonogatari doveva uscire nel 2012, quindi dopo Bakemonogatari, ma a causa di problemi di produzione è stato posticipato fino al 2016. Hanamonogatari era stato originariamente progettato per essere animato nel suo ordine originale dei romanzi, ma è stato posticipato dopo Monogatari: Second Season. Nel cofanetto Blu-ray di Monogatari: Second Season, Hanamonogatari è elencato come il terzo arco narrativo. Nei romanzi, Koyomimonogatari è uscito prima di Owarimonogatari, ma nell'adattamento animato è stato pubblicato su App Store e Google Play dopo Kizumonogatari I e Owarimonogatari.

#### Colonna sonora
La colonna sonora originale dell'anime Bakemonogatari è stata scritta e arrangiata da Satoru Kosaki dello studio Monaca. Il 21 dicembre 2011 Aniplex ne ha messo in commercio una raccolta in due CD con il titolo di Bakemonogatari Complete Music Works Songs & Soundtracks (化物語 音楽全集 Songs & Soundtracks?, Bakemonogatari ongaku zenshū Songs & Soundtracks). La serie utilizza una sigla diversa per ogni arco narrativo. Le opening sono state scritte dai meg rock e cantate dalle doppiatrici dei personaggi femminili di ciascun capitolo. La sigla di chiusura degli episodi, intitolata Kimi no shiranai monogatari (君の知らない物語? lett. "Una storia che non conosci") è stata scritta e composta dalla band Supercell con la parte vocale affidata a Nagi, cantante diventata famosa grazie al popolare sito di video sharing giapponese Nico Nico Douga.
La colonna sonora di Nisemonogatari è stata composta sempre da Satoru Kousaki ed è stata pubblicata in quattro dischi da Aniplex tra il 23 maggio e il 22 agosto 2012, apparendo nelle edizioni DVD e Blu-ray dell'anime. La serie presenta tre sigle di apertura, scritte da meg rock e cantate dalle doppiatrici dei personaggi femminili di ciascun capitolo. La sigla di chiusura degli episodi, intitolata Naisho no hanashi (ナイショの話? lett. "Tra me e te") è stata scritta e composta da Ryo dei Supercell e cantata dal duo pop ClariS. Con 34.706 copie vendute ha occupato per una settimana il secondo posto nella classifica dei singoli più venduti, ricoprendone — il 2 febbraio 2012 — la prima posizione.

### Manga
Il 10 gennaio 2018 Nisio Isin ha annunciato tramite il suo account Twitter che Bakemonogatari avrebbe avuto un adattamento manga. Il 13 febbraio 2018 Kōdansha ha mostrato delle illustrazioni di tre personaggi ed ha avviato un concorso tramite gli utenti iscritti a Twitter per indovinare quale sarebbe stato l'illustratore della serie. Il 28 febbraio 2018 è stato annunciato Oh! great come il disegnatore ufficiale. Il manga è stato lanciato sul quindicesimo numero della rivista Weekly Shōnen Magazine uscito il 14 marzo 2018. Un'edizione speciale del primo numero contenente una breve storia in prosa scritta da Nisio Isin e una storia breve intitolata Bakemonogatari (化物語?) di Oh! great. La serie è entrata nella fase finale il 12 gennaio 2022. Nel giugno 2022 Kōdansha ha annunciato che la serie sarebbe entrata in una pausa di tre mesi a causa dei problemi di salute di Oh! great e ha ripreso la pubblicazione il 7 settembre. La serie si è conclusa il 15 marzo 2023 e presenta un totale di 22 volumi tankōbon
L'edizione italiana della serie è stata annunciata al Napoli Comicon 2019 da Star Comics, che l'ha pubblicata con il titolo Bakemonogatari - Monster Tale dal 13 novembre 2019 al 4 giugno 2024 nella collana Zero dove per l'occasione il primo numero è uscito in una doppia edizione, una con la copertina normale e una variant. La traduzione dei testi è stata curata da Andrea Maniscalco, l'adattamento da Nicola Cervellati e il lettering è stato realizzato da Federica Bellinato (volume 1), Christian Biscaro (volume 2) e Lorenzo Armaroli (dal volume 3).

#### Volumi
| 1  | 15 giugno 2018          | ISBN 978-4-06-511617-3 (ed. regolare) ISBN 978-4-06-512056-9 (ed. limitata) | 13 novembre 2019  | ISBN 978-88-226-1572-5 (ed. regolare) ISBN 978-88-226-1669-2 (ed. variant) |
| 1  | Capitoli - Capitoli 1-3 |                                                                             |                   |                                                                            |
| 2  | 17 agosto 2018          | ISBN 978-4-06-512333-1 (ed. regolare) ISBN 978-4-06-512334-8 (ed. limitata) | 11 dicembre 2019  | ISBN 978-88-226-1586-2                                                     |
| 3  | 16 novembre 2018        | ISBN 978-4-06-513313-2 (ed. regolare) ISBN 978-4-06-513314-9 (ed. limitata) | 12 febbraio 2020  | ISBN 978-88-226-1699-9                                                     |
| 4  | 17 gennaio 2019         | ISBN 978-4-06-513938-7 (ed. regolare) ISBN 978-4-06-513939-4 (ed. limitata) | 10 giugno 2020    | ISBN 978-88-226-1848-1                                                     |
| 5  | 17 aprile 2019          | ISBN 978-4-06-514889-1 (ed. regolare) ISBN 978-4-06-514890-7 (ed. limitata) | 12 agosto 2020    | ISBN 978-88-226-1937-2                                                     |
| 6  | 17 luglio 2019          | ISBN 978-4-06-515314-7 (ed. regolare) ISBN 978-4-06-515315-4 (ed. limitata) | 14 ottobre 2020   | ISBN 978-88-226-1981-5                                                     |
| 7  | 17 ottobre 2019         | ISBN 978-4-06-517166-0 (ed. regolare) ISBN 978-4-06-517163-9 (ed. limitata) | 9 dicembre 2020   | ISBN 978-88-226-2021-7                                                     |
| 8  | 17 febbraio 2020        | ISBN 978-4-06-518172-0 (ed. regolare) ISBN 978-4-06-518173-7 (ed. limitata) | 7 aprile 2021     | ISBN 978-88-226-2204-4                                                     |
| 9  | 15 maggio 2020          | ISBN 978-4-06-518853-8 (ed. regolare) ISBN 978-4-06-518852-1 (ed. limitata) | 9 giugno 2021     | ISBN 978-88-226-2297-6                                                     |
| 10 | 17 agosto 2020          | ISBN 978-4-06-520334-7 (ed. regolare) ISBN 978-4-06-520335-4 (ed. limitata) | 13 ottobre 2021   | ISBN 978-88-226-2570-0                                                     |
| 11 | 17 novembre 2020        | ISBN 978-4-06-521256-1 (ed. regolare) ISBN 978-4-06-521257-8 (ed. limitata) | 12 gennaio 2022   | ISBN 978-88-226-2820-6                                                     |
| 12 | 17 febbraio 2021        | ISBN 978-4-06-522070-2 (ed. regolare) ISBN 978-4-06-522071-9 (ed. limitata) | 9 marzo 2022      | ISBN 978-88-226-2979-1                                                     |
| 13 | 17 maggio 2021          | ISBN 978-4-06-523142-5 (ed. regolare) ISBN 978-4-06-523145-6 (ed. limitata) | 8 giugno 2022     | ISBN 978-88-226-3235-7                                                     |
| 14 | 17 agosto 2021          | ISBN 978-4-06-524481-4 (ed. regolare) ISBN 978-4-06-524501-9 (ed. limitata) | 10 agosto 2022    | ISBN 978-88-226-3350-7                                                     |
| 15 | 17 novembre 2021        | ISBN 978-4-06-526005-0 (ed. regolare) ISBN 978-4-06-526004-3 (ed. limitata) | 12 ottobre 2022   | ISBN 978-88-226-3576-1                                                     |
| 16 | 17 febbraio 2022        | ISBN 978-4-06-526895-7 (ed. regolare) ISBN 978-4-06-526898-8 (ed. limitata) | 11 gennaio 2023   | ISBN 978-88-226-3746-8                                                     |
| 17 | 17 maggio 2022          | ISBN 978-4-06-527912-0 (ed. regolare) ISBN 978-4-06-527919-9 (ed. limitata) | 8 marzo 2023      | ISBN 978-88-226-3879-3                                                     |
| 18 | 17 agosto 2022          | ISBN 978-4-06-528659-3 (ed. regolare) ISBN 978-4-06-528660-9 (ed. limitata) | 7 giugno 2023     | ISBN 978-88-226-4076-5                                                     |
| 19 | 17 novembre 2022        | ISBN 978-4-06-529635-6 (ed. regolare) ISBN 978-4-06-529634-9 (ed. limitata) | 13 settembre 2023 | ISBN 978-88-226-4262-2                                                     |
| 20 | 17 gennaio 2023         | ISBN 978-4-06-530347-4 (ed. regolare) ISBN 978-4-06-530340-5 (ed. limitata) | 6 dicembre 2023   | ISBN 978-88-226-4407-7                                                     |
| 21 | 16 marzo 2023           | ISBN 978-4-06-530921-6 (ed. regolare) ISBN 978-4-06-530928-5 (ed. limitata) | 12 marzo 2024     | ISBN 978-88-226-4566-1                                                     |
| 22 | 17 maggio 2023          | ISBN 978-4-06-531575-0 (ed. regolare) ISBN 978-4-06-531569-9 (ed. limitata) | 4 giugno 2024     | ISBN 978-88-226-4832-7                                                     |

### Altre opere derivate
Un drama CD intitolato Anime Bakemonogatari: Hyakumonogatari (アニメ 化物語 -佰物語-?) è stato messo in commercio il 3 agosto 2009. La sceneggiatura è stata redatta da Nisio Isin ed inclusa nel CD.
Il 23 agosto 2012 è stato pubblicato in Giappone il videogioco Bakemonogatari Portable (化物語 ポータブル?, Bakemonogatari Pōtaburu), prodotto dalla Namco Bandai Games. L'opera consiste in una visual novel per PlayStation Portable.
Good Smile Company ha realizzato diverse nendoroid dedicate alla serie, distribuendole come set separati. Il primo set presenta i personaggi: Koyomi Araragi, Hitagi Senjōgahara e Tsubasa Hanekawa. Il secondo invece contiene Suruga Kanbaru, Mayoi Hachikuji e Nadeko Sengoku mentre il terzo ha le sorelle Araragi (Karen e Tsukihi) e Shinobu Oshino. L'azienda ha anche realizzato una linea di figure separate in scala 1/8 di Hitagi Senjōgahara, Suruga Kanbaru, Nadeko Sengoku, Tsubasa Hanekawa, Mayoi Hachikuji, Karen Araragi, Tsukihi Araragi, Shinobu Oshino, Kiss-Shot Acerola-Orion Heart-Under-Blade (da Kizumonogatari), Nadeko Sengoku (nella sua forma di Medusa) e Yotsugi Ononoki. Sono state anche realizzate delle action figure figma di molti dei personaggi: Koyomi Araragi, Hitagi Senjōgahara, Mayoi Hachikuji, Suruga Kanbaru, Nadeko Sengoku e Tsubasa Hanekawa.

## Accoglienza

### Dati di vendita
Secondo i dati diffusi da Oricon, tutti i dischi della collezione Blu-ray di Bakemonogatari si sono piazzati al primo posto delle classifiche di vendita nella loro prima settimana di uscita. Il primo disco ha venduto 29.000 copie nella prima settimana di uscita ed è rimasto in testa alle classifiche di vendita per tre settimane di fila. Il secondo disco ha venduto 39.000 copie nella prima settimana mentre il terzo è arrivato a 41.000 copie. Alla fine del 2009 i primi tre dischi della collezione Blu-ray dell'opera si sono classificate rispettivamente al primo, terzo e quarto posto nella lista dei Blu-ray più venduti dell'anno, con 51.000, 47.000 e 44.000 copie vendute. Il quarto disco ha venduto 48.000 copie nella prima settimana di vendita, il quinto 46.000 copie, mentre il sesto con 51.000 copie nella prima settimana di uscita ha battuto il record detenuto da Evangelion: 1.0 You Are (Not) Alone per il disco anime in formato Blu-ray che ha venduto di più nella prima settimana di pubblicazione, record migliorato successivamente dal primo volume dell'anime Puella Magi Madoka Magica.
In generale fino al mese di settembre 2010 la serie — con 331.000 copie vendute — era al primo posto nelle vendite per una serie televisiva in formato Blu-ray, quando è stata superata dal franchise di K-On!. A fine 2012 le vendite dei dischi DVD e Blu-ray delle serie Bakemonogatari e Nisemonogatari congiunte hanno superato il milione di unità.

### Critica
Manuel Crispo di Everyeye.it ha citato Monogatari come una delle migliori serie anime tratte dalle light novel.
Bakemonogatari
Bakemonogatari è stato accolto molto positivamente in patria. Sull'Internet Movie Database l'adattamento anime dell'opera ha un voto pari a 8.0, basato sulle valutazioni di 2.540 utenti. L'anime ha ottenuto valutazioni positive dai critici di Anime News Network. Lynzee Lamb ha inserito l'opera al secondo posto nella lista degli otto anime con le produzioni artistiche più impressionanti. Martin Theron ha apprezzato il fatto che tratti argomenti convenzionali per una serie animata in maniera del tutto non-convenzionale e affascinante. Secondo il critico lo sforzo che è stato profuso nella realizzazione artistica ha portato alla creazione di "effetti visivi visionari" e "sorprendenti", dove ogni situazione e luogo viene reinventato con luci e atmosfere diverse. L'aspetto migliore della serie — a suo dire — è però rappresentato dalla colonna sonora. Nonostante sia per certi versi più convenzionale dell'arte, infatti, riesce ad essere "molto efficace", variando tra una "varietà di toni e stili" sempre adeguati all'animazione.
Jeff Chuang di Japanator.com ha valutato positivamente l'anime, citando la storia dell'incontro tra Koyomi e Hitagi e la successiva relazione tra i due come estremamente gradevole. Otakureview.net ha elogiato lo stile di animazione e il coraggio dei realizzatori di mantenere un ritmo lento, che avrebbe potuto annoiare buona parte del pubblico, ma che al tempo stesso ha permesso di creare alcune delle scene più belle della serie. Jeffrey Kauffman di Blu-ray.com ha assegnato alla serie quattro stelle su cinque affermando di apprezzare la "qualità folkloristica" dell'opera, che trasmette l'idea di "assistere a delle fiabe oscure e contorte", mentre i punti deboli dell'anime sono — dal suo punto di vista — la mancanza di personaggi in cui ci si possa identificare del tutto e per cui si possa fare il tifo, e una certa ripetitività di scene e dialoghi. Tim Jones di T.H.E.M. Anime ha apprezzato soprattutto la sceneggiatura, affermando di trovarsi di fronte ad "alcuni dei dialoghi più arguti, interessanti e a tratti divertenti che abbia visto in un anime da un po' di tempo a questa parte". Non ha gradito invece particolarmente la caratterizzazione dei personaggi e la presenza di fanservice. In linea generale il critico ha concluso dicendo che lo stile visivo e quello narrativo dell'opera sono talmente interessanti e avvincenti da metterne in secondo piano i difetti e che si tratta di "una delle serie più affascinanti ad uscire in Giappone nel 2009".
Nisemonogatari
La serie Nisemonogatari ha avuto un buon apprezzamento di critica e pubblico, tanto che nella prima metà del 2012 "#Nisemonogatari" è stato il quinto hashtag più condiviso dagli utenti giapponesi di Twitter. Sull'Internet Movie Database l'adattamento anime dell'opera ha un voto pari a 7,5, basato sulle valutazioni di 122 utenti. Per Carl Kimlinger di Anime News Network la collaborazione tra Nisio Isin e Akiyuki Shinbō è stata molto proficua. Soprattutto il regista è stato in grado di creare per la storia un mondo di una bellezza espressionistica tale da rendere gli scenari delle vere e proprie esternalizzazioni di stati d'animo, piuttosto che dei semplici spazi. Le critiche maggiori si sono concentrate sull'eccessiva semplicità e ripetitività della trama e sull'esasperato ricorso a giochi di parole e riferimenti difficili da cogliere. In sintesi il critico ha sostenuto che la visione dell'anime si può rivelare un'esperienza "unica" e ha affermato che Nisemonogatari sembra portare la narrazione in generale "verso una nuova e interessante direzione artistica".
Miguel Douglas di iSugoi.com ha sostenuto che la serie si trova nella posizione di non riuscire a ricreare quell'originalità vista in Bakemonogatari, ma al tempo stesso di "esprimere tracce di quegli elementi promettenti che davano alla serie precedente il suo irresistibile fascino". In particolare il critico ha puntato il dito contro le situazioni insensate che si vengono a creare nella storia e che vengono prolungate nella speranza di ottenere qualche merito artistico, ma che ottengono l'effetto opposto di annoiare con la loro ripetitività. Inoltre ha affermato che si sarebbe dovuta mettere maggiore attenzione alla caratterizzazione e sviluppo dei personaggi. Come punti a favore dell'anime ha citato il gradevole sviluppo artistico e visivo della serie e i dialoghi arguti e divertenti. Jeffrey Kauffman di Blu-ray.com nella sua recensione ha scritto che Nisemonogatari è un gradino sotto a Bakemonogatari per il fatto di essere più vago e meno concentrato sulla storia, ma che purtuttavia si mantiene un'opera "molto piacevole" e "la splendida animazione soltanto è abbastanza per garantirsi una seria considerazione da parte di ogni fan di anime".

## Riconoscimenti
La serie di light novel si è piazzata al sesto posto nella pubblicazione del 2009 della guida per light novel Kono light novel ga sugoi!; inoltre Koyomi Araragi ha raggiunto il sesto posto come miglior personaggio maschile, mentre Hitagi Senjōgahara si è piazzata al settimo come miglior personaggio femminile.
Nel 2010 l'adattamento anime di Bakemonogatari ha vinto ai DEG Japan Awards, che premiano le migliori serie Blu-ray dell'anno, ottenendo il premio speciale degli utenti. Yui Horie è stata premiata alla quarta edizione dei Seiyū Awards per la sua performance come doppiatrice del personaggio di Tsubasa Hanekawa. La raccolta di dischi Bakemonogatari Complete Music Works Songs & Soundtracks, che contiene la colonna sonora dell'opera, ha vinto il premio come album d'animazione dell'anno ai Japanese Gold Disc Awards.